# Comprensión moderna de la mitología griega
El génesis de la comprensión moderna de la mitología griega es considerada por algunos eruditos como una reacción doble al final del siglo XVIII contra "la actitud tradicional de la animosidad mezclada con desprecio hacía el Cristianismo, la cual ha prevalecido por siglos", en la cual la reinterpretación Cristiana de un Mito es una mentira o una fábula que ha sido retenida. En Alemania, por el año 1795, era cuando estaba creciendo el interés en Homero y la mitología Griega. En Gotinga, Johann Matthias Gesner empezó a revivir los estudios Griegos y un nuevo espíritu humanístico. Su sucesor, Christian Gottlob Heyne, trabajó con Johann Joachim Winckelmann, y estableció las bases para la investigación mitológica Alemana y del mundo. Heyne aprovechó el mito como filólogo y reformó la concepción de antigüedad por siglo y medio, durante el cual la antigua Grecia exentó una influencia intensa en la vida intelectual en Alemania.

## Enfoques comparativos

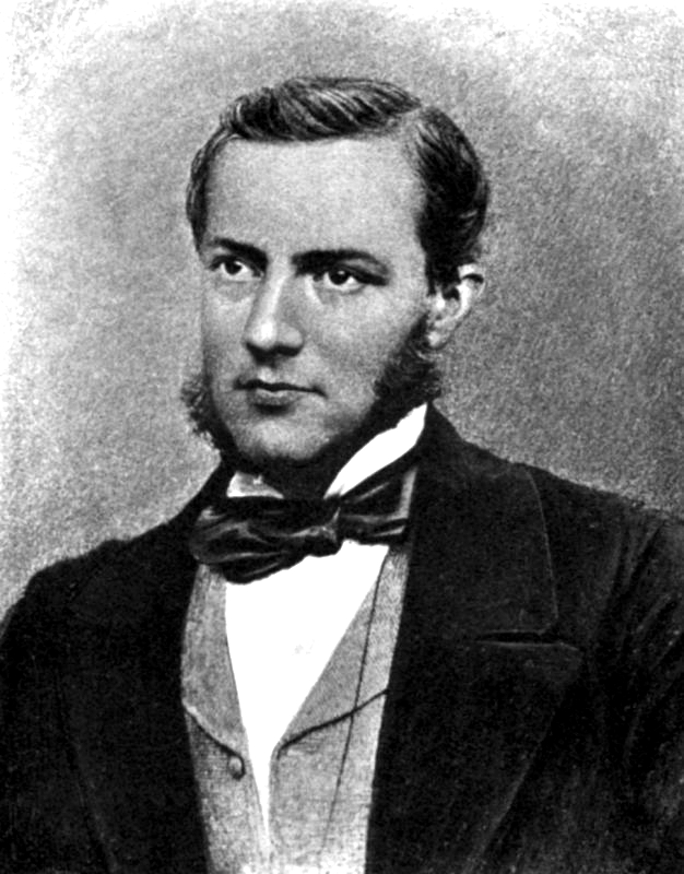
Max Müller es reconocido como uno de los fundadores de la mitología comparativa. En su obra ""Mitología Comparativa" (1867) Müller analizó la inquietante similitud entre las mitologías de las razas "salvaje" con aquellas de la antigua Europa.

Para ver más detalles, revisar Mitología comparada.
El desarrollo de la filología comparada en el siglo XIX, junto con los descubrimientos del siglo XX, estableció la ciencia del mito. Desde el Romanticismo, todo estudio de los mitos es comparativo. Wilhelm Mannhardt, James George Frazer, y Stith Thompson empleó el enfoque comparativo para recolectar y clasificar los temas de folclor y mitología. En 1871 Edward Burnett Tylor publicó su obra "Cultura Primitiva", en la cual aplicó el método comparativo y trató de explicar el origen y evolución de la religión. El procedimiento de Tylor de juntar el material de culturas, ritos y mitos de culturas lejanas, influenció a Carl Jung y Joseph Campbell. De acuerdo a Robert Regal, El punto de vista romántico de Campbell, es opuesto al punto de vista racional, uno optimizado por antropólogo Victoriano, Edwar Tylor y James Frazer. Frazer adicionó un nuevo punto al enfoque comparativo, insiriendo en que "Los Europeos más Antiguos" influenciaron los mitos griegos actuales, generándose en el choque poblaciones Europeas Paleolíticas y las tribus Indo-Europeas entrantes.
Max Müller aplicó la ciencia recién creada, Mitología comparativa, para estudiar los mitos, en los cuales detectó los restos distorsionados de la adoración de la naturaleza Aria. Bronisław Malinowski enfatizó las maneras en que los mitos cumplen sus funciones sociales. Claude Lévi-Strauss y otros estructuralistas han comparado las relaciones formales y coincidencias en los mitos del mundo. Evans, mientras estudiaba el mundo Minoica, encontró regularidades en los Egipcios y pruebas de evidencia en este cercando, y el descubrimiento de los Hititas y los Ugarit. Civilizaciones que tenían textos y monumentos que sirvieron como material comparativo.

## Interpretaciones psicoanalíticas
Sigmund Freud pone la idea que la comunicación simbólica no depende de la historia cultural únicamente, también de los trabajos del psique. Freud introdujo una concepción transhistórica y biológica del hombre y ver el mito como una expresión de ideas reprimidas. Las interpretaciones de los sueños es la base de las interpretaciones de los mitos para Freud y su trabajo con los sueños reconocen la importancia de las relaciones contextuales para la interpretación de cualquier elemento individual en un sueño. Esta sugerencia podría llevar a un acercamiento entre el estructuralismo y los enfoques psicoanalíticos del mito según Freud.
Carl Jung amplió el enfoque psicológico transhistórico con su teoría del "inconsciente colectivo" y los arquetipos frecuentemente encontrados en los mitos. De acuerdo a Jung, "Los elementos de la estructura que forma mitos debe estar presente en el psique inconsciente". Comparando la metodología de Jung con la teoría de Campbell, Segal concluye que "para interpretar un mito, Campbell simplemente identifica los arquetipos del mito. Una interpretación de "La Odisea", por ejemplo, demostraría como la vida de Odiseo conforma una ruta Heroica. Jung, por otro lado, considera la identificación de los arquetipos meramente el primer paso de la interpretación de un mito. Para Jung, un mito trata más de dioses que de un mundo físico; es sobre la mente humana y debe ser leído con símbolos. Karyl Kerenyi, uno de los fundadores de estudios modernos en la mitología Griega, dio sus opiniones anticipadas de los mitos, para aplicar la teoría de Jung de los arquetipos.

## Teoría de origen
Los orígenes de la mitología Griega siguen abiertos a discusión. En la antigüedad, los historiadores como Heródoto creían que posiblemente los Griegos robaron sus Dioses a los Egipcios. Más adelante, los escritores cristianos intentaron explicar el paganismo helénico a través de la degeneración de la religión bíblica. De acuerdo a la teoría bíblica, todas las leyendas mitológicas son derivadas de las escrituras antiguas, aunque los hechos reales han sido disfrazados y alterados. Así como Deucalión es otro nombre para Noé, Hércules para Samson, Arión para Jonás, etc. De acuerdo a la teoría histórica, todas las personas mencionadas en la mitología fueron alguna vez humanos reales, y las leyendas relacionadas con ellos son meramente adiciones en tiempos posteriores. La historia de Eolo supuestamente se originó del hecho de que Eolo era el líder de algunas islas en el Mar Tirreno. Las teorías alegóricas suponen que todos los mitos antiguos son alegóricos y simbólicos. De acuerdo a la teoría física de los elementos aire, fuego y agua fueron originalmente objetos religiosos de adoración, y las principales deidades fueron personificaciones de los poderes de la naturaleza.

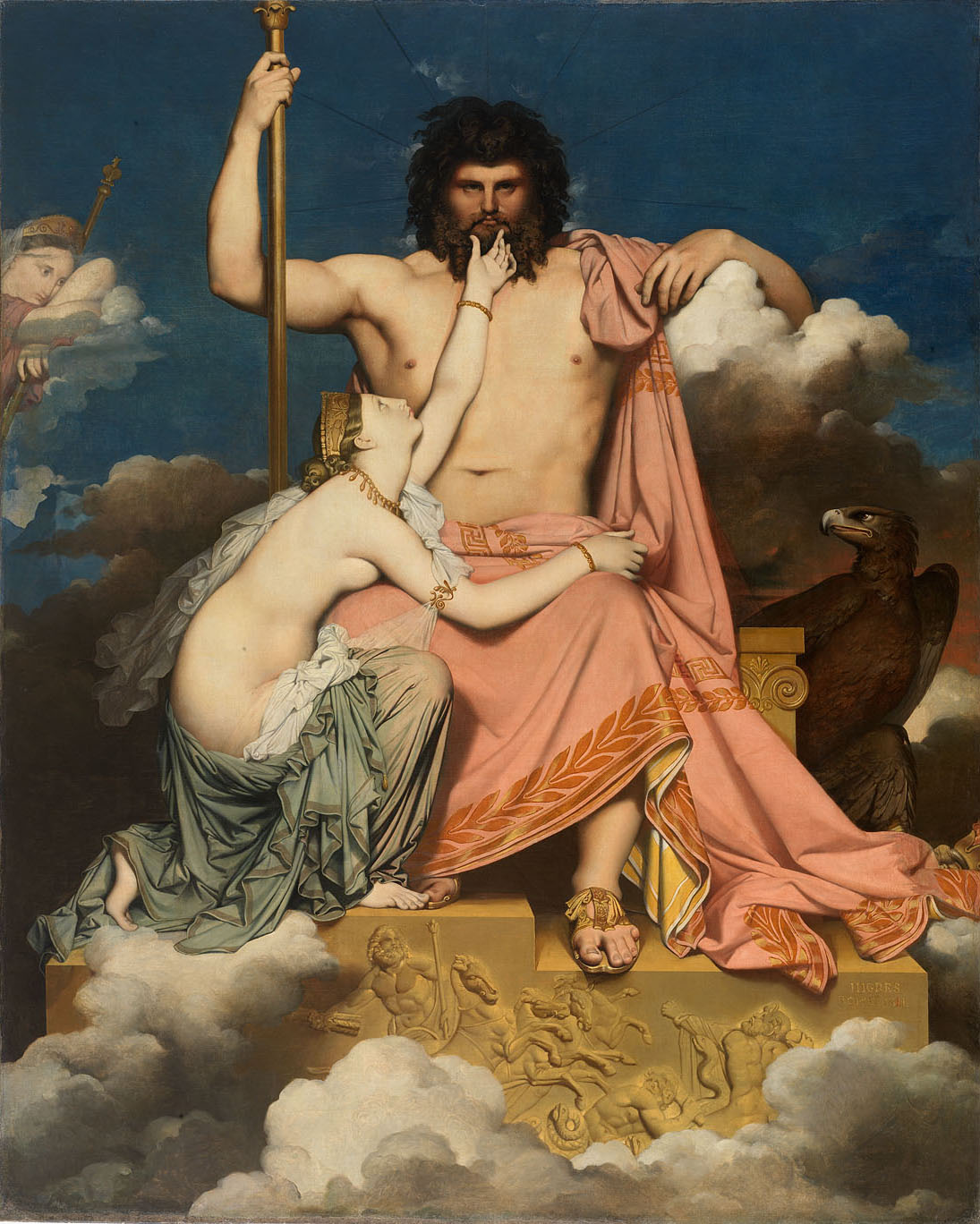
Jupiter et Thétis por Jean Auguste Dominique Ingres, 1811.

Las ciencias de la arqueología y lingüísticas han sido aplicadas a los origines de la mitología Griega son algunos resultados interesantes. La lingüística histórica indica que algunos aspectos particulares del panteón Griego fueron adheridos por el Pueblo protoindoeuropeo, de donde vienen las raíces del lenguaje Griego. Max Müller intentó entender upa religión Indo-Europea representándola de nuevo de su forma de manifestación "original". En 1891, él dijo que "El descubrimiento más importante se ha hecho en el siglo diecinueve con respecto a la historia antigua del hombre fue la siguiente ecuación: Sánscrito Diaus Pitar = Zeús Griego = Júpiter = Nórdico antiguo.". El filólogo Georges Dumezil compara al dios Griego Urano y el sánscrito Varuna, aun cuando no haya pista en la que él crea que estos dioses estén originalmente conectados. En otros casos, paralelos cercanos en carácter y función sugiere una herencia común, sin embargo, falta de evidencia lingüística hace que sea difícil de probar esta teoría.
La arqueología y la mitografía, por otro lado, ha revelado que los Griegos fueron inspirados por civilizaciones de Asia Menor y el Oriente Próximo. Adonis para ser la contraparte Griega del dios de la muerte del Oriente Próximo. su nombre está relacionado con la invocación Semítica "adon" (señor) y aparece en otras culturas como Tammuz, Dumuzi o Atis. Cibeles esta originado en la cultura de Anatolia, y en gran parte de la iconografía de Afrodita viene de las diosas semíticas Inanna Ishtar y Astarte. Los mitos teogónicos actuales del Este cercano en el segundo milenio después de Cristo, como el mito de Anu, Kumarbi, y Teshub, contienen historias importantes del conflicto generacional. Meyer Reinhold argumenta que "los conceptos teológicos del Oriente Próximo, involucrando intervención divina a través de violencia y conflictos generacionales de poder, llegaron a la mitología Griega. Nuestro primer recurso es el gran poema teogónico de Hesiod. Los paralelos entre las generaciones divinas más antiguas y Tiamat en Enuma Elish también son posibles.

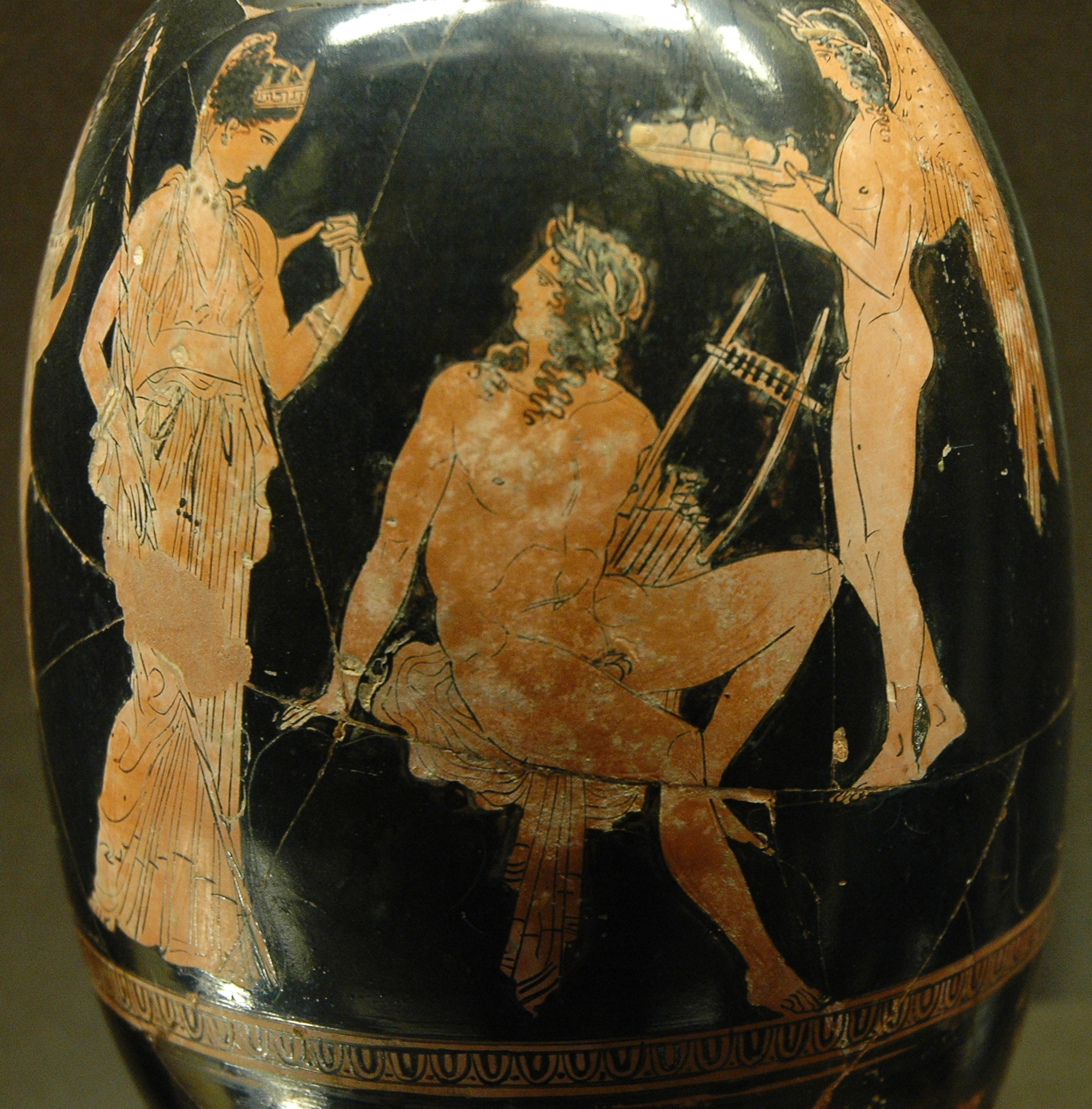
Afrodita y Adonis, Ática de Figuras Rojas en forma de Aríbalo Lecito por Aison (c. 410 DC, Louvre, Paris).

Además de los origines de Indo-Europa y Oriente Próximo, algunos eruditos han especulado en las deudas de la mitología griega por apenas entender las sociedes helénicas antiguas en Grecia, como la Civilización minoica y los Pelasgos. Esto es especialmente verdad en el caso de dioses Ctónicos y diosas madres. Los historiadores de la religión estaban fascinados por el número de las antiguas configuraciones aparentemente conectadas con Creta: el dios toro; Zeús y Europa; Pasífae quien cede ante el toro y da a luz al Minotauro; misterios agrarios con un matrimonio sagrado (La unión de Démeter con Yasión), etc. Creta, Micenas, Pilos, Tebas, y Orcómeno son grandes figuras en la mitología Griega posterior a su época. Para algunos, las tres primeras generaciones de Dioses en la teogonía de Hesiod sugiere un eco distante de conflicto entre grupos sociales, reflejando las tres culturas mayores de la civilización Griega: Los minoicos, los micénicos y los helénicos. Martin P. Nilsson, Profesor de la Arqueología Clásica, trabajó en la estructura, origines y relación de los idiomas Indo-europeos, y concluyó que todo el gran trabajo de todos los mitos Griegos fueron atados a los micénicos nacieron en épocas prehistóricas. De cualquier modo, de acuerdo a Walter Burkert, la iconografía del periodo del Palacio de Creta ha dado casi ninguna confirmación de todas estas teorías; nada apunta a un toro, los símbolos sexuales hacen falta y un solo sello de impresión de Cnosos mostrando a un niño junto a un cordero es tomado como escasa evidencia para el mito de la niñez de Zeús.